# 統一戦線
統一戦線 （とういつせんせん）とは
1. 共通の敵を倒すために別々の軍が合同して実戦に臨む。戦線を統一すること。「共同戦線」・「共同闘争」。
  - 中国における「国共合作」（「抗日民族統一戦線」）、アフガニスタンにおける「北部同盟」などがある。
  - 軍と一般大衆の合同もある。
2. 1に例えて、政治や社会運動の場における非武力闘争で、共通の目的のために政党や団体が合同して臨むこと。その組織体。
  - 「反ファシズム統一戦線」などがある。

本項目では暫定的に2の政治・社会運動について詳述する。
統一戦線 （とういつせんせん）とは、2つ以上の異なる政党・団体などが共通の政治目的のために合同・統一して闘争・運動すること。またその組織体である。闘争性を持つ概念のため、革命運動・革新政党運動に多いが、保守団体にも例がある。「共同戦線」・「共同闘争」（共闘）とほぼ同じ意味を持つ。

## 概説
1921年のコミンテルン第三回大会で、労働者階級の多数を獲得するための社会民主主義との統一戦線戦術が提起された。だが社会ファシズム論により共産党と社会民主主義政党との統一戦線は不可能となり、ドイツでのナチス勝利を食い止めることができなかった。フランスやスペインでの人民戦線にはじまり、戦後も各国で模索がなされた。
一方、ソビエト連邦に近い共産主義政党の扱いなどをめぐって齟齬や対立が生じ、瓦解するケースも多かった。また第二次世界大戦後に共産圏に加わった国では国内の諸勢力と協力関係を築くため共産主義者の主導で統一戦線が構築されることもあり、現在も中華人民共和国には統一戦線組織として中国人民政治協商会議が存在し、また中国共産党には中央統一戦線工作部が置かれている。なお狭い意味では、こうした共産主義主導のもののみを指して「統一戦線」と呼ぶ場合もある。
日本ではマルクス・レーニン主義（日本無産党の流れを汲む社会党左派）から中道寄りの社会民主主義（社会大衆党の後身でのちに社会党右派を経て民社党を結成）までを含み朝鮮労働党と友好関係にあった日本社会党（新社会党や社会民主党および立憲民主党左派（近藤G、吉田G、菅Gなど）の前身）は、それ自体が統一戦線としての性格を有していた。また、日本共産党との社共共闘も革新統一戦線である。2015年以降の民主党系の政党と共産党系の団体が組む民共共闘（野党共闘）や右派団体の全愛会議や日本会議等も統一戦線的な性格がある。

## 主な政治的統一戦線組織
政党連合を除く。
- 中国人民政治協商会議（ 中華人民共和国）
- 祖国統一民主主義戦線（ 朝鮮民主主義人民共和国）
- ベトナム祖国戦線（英語版、ベトナム語版）( ベトナム)

### 日本
- 左派・革新政党系
  - フォーラム平和・人権・環境
  - 平和・民主・革新の日本をめざす全国の会
  - 安保法制の廃止と立憲主義の回復を求める市民連合
- 島ぐるみ闘争・オール沖縄
- 右派団体
  - 全日本愛国者団体会議
  - 統一戦線義勇軍
  - 日本会議